# PGT PLO Series I

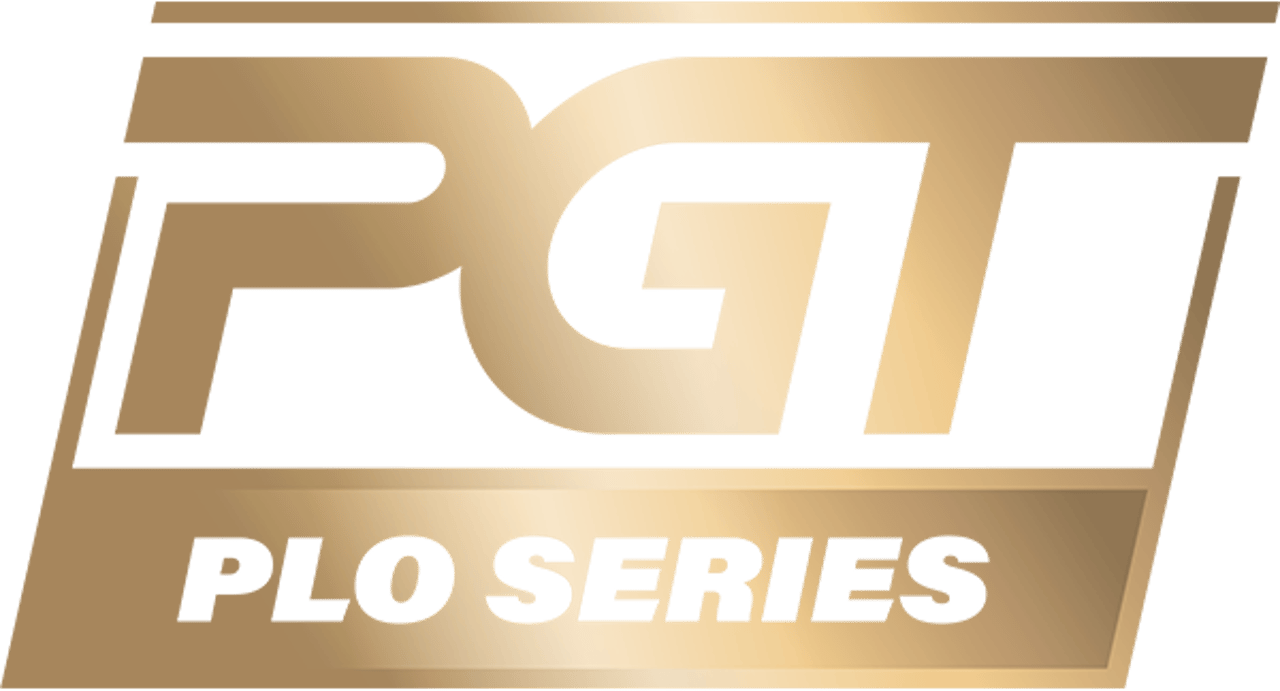
Logo der PGT PLO Series

Die PGT PLO Series I war die erste Austragung dieser Pokerturnierserie und wurde von Poker Central veranstaltet. Die neun High-Roller-Turniere mit Buy-ins von meist 10.000 US-Dollar wurden vom 11. bis 19. März 2023 im PokerGO Studio im Aria Resort & Casino in Paradise am Las Vegas Strip ausgespielt.

## Struktur

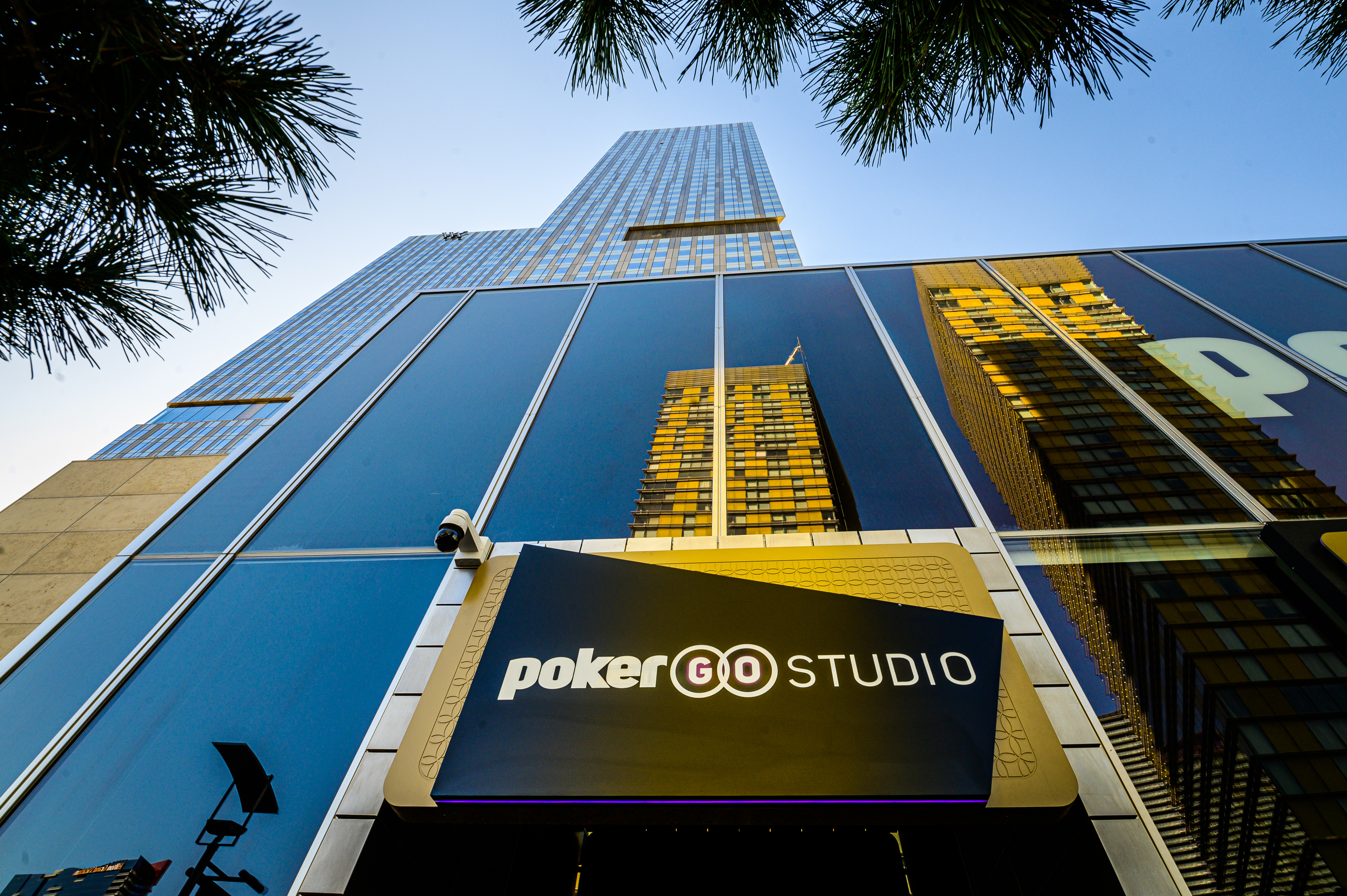
Das PokerGO Studio im Aria Resort & Casino (2019)

Die Turnierserie war Teil der PokerGO Tour, die über das Kalenderjahr 2023 läuft. Alle Turniere wurden in Pot Limit Omaha ausgetragen, wobei bei zwei Events mit Bountys gespielt wurde. Aufgrund des hohen Buy-ins waren bei den Turnieren lediglich die weltbesten Pokerspieler sowie reiche Geschäftsmänner anzutreffen. Lautaro Guerra sicherte sich als erfolgreichster Spieler der Serie eine zusätzliche Prämie von 25.000 US-Dollar.

## Turniere

### Übersicht
| # | Turnierbeginn | Buy-in (in $) | Variante                  | Teilnehmer | Sieger         | Herkunft           | Preisgeld (in $) |
| - | ------------- | ------------- | ------------------------- | ---------- | -------------- | ------------------ | ---------------- |
| 1 | 11. März 2023 | 05.000        | Pot Limit Omaha           | 200        | Daniyal Iqbal  | Vereinigte Staaten | 160.000          |
| 2 | 12. März 2023 | 05.000        | Pot Limit Omaha Bounty    | 179        | Allen Shen     | Kanada             | 091.290          |
| 3 | 13. März 2023 | 10.000        | Pot Limit Omaha           | 130        | Nacho Barbero  | Argentinien        | 234.000          |
| 4 | 14. März 2023 | 10.000        | Pot Limit Omaha Hi-Lo     | 080        | Sean Troha     | Vereinigte Staaten | 200.000          |
| 5 | 15. März 2023 | 10.000        | Pot Limit Omaha           | 112        | Lautaro Guerra | Spanien            | 220.400          |
| 6 | 16. März 2023 | 10.000        | PLO/PLO8/Big O Mix        | 086        | James Collopy  | Vereinigte Staaten | 206.400          |
| 7 | 17. März 2023 | 15.000        | Pot Limit Omaha Bounty    | 114        | Lautaro Guerra | Spanien            | 228.000          |
| 8 | 18. März 2023 | 25.000        | Pot Limit Omaha           | 083        | Lautaro Guerra | Spanien            | 518.750          |
| 9 | 19. März 2023 | 02.000        | Five Card Pot Limit Omaha | 095        | Ronald Keijzer | Niederlande        | 043.700          |

### #1 – Pot Limit Omaha
Das erste Event wurde am 11. und 12. März 2023 in Pot Limit Omaha gespielt. 200 Teilnehmer zahlten den Buy-in von 5000 US-Dollar.
| Platz | Herkunft           | Spieler               | Preisgeld (in $) | Punkte |
| ----- | ------------------ | --------------------- | ---------------- | ------ |
| 1     | Vereinigte Staaten | Daniyal Iqbal         | 160.000          | 160    |
| 2     | Griechenland       | Roussos Koliakoudakis | 120.000          | 120    |
| 3     | Ukraine            | Stanislaw Chalatenko  | 090.000          | 090    |
| 4     | Finnland           | Eelis Pärssinen       | 070.000          | 070    |
| 5     | Vereinigte Staaten | Peng Zheng            | 060.000          | 060    |
| 6     | Vereinigte Staaten | Jeff Madsen           | 050.000          | 050    |
| 7     | Vereinigte Staaten | Sean Troha            | 040.000          | 040    |
| 8     | Vereinigte Staaten | Ethan Yau             | 040.000          | 040    |
| 9     | Vereinigte Staaten | David Williams        | 030.000          | 030    |
| 10    | Vereinigte Staaten | Kyle Nguyen           | 030.000          | 030    |
| 11    | Kanada             | Curtis Muller         | 030.000          | 030    |
| 12    | Vereinigte Staaten | Ren Lin               | 030.000          | 030    |
| 13    | Kanada             | Allen Shen            | 020.000          | 020    |
| 14    | Vereinigte Staaten | Noah Schwartz         | 020.000          | 020    |
| 15    | Vereinigte Staaten | Stephanie Chung       | 020.000          | 020    |
| 16    | Vereinigte Staaten | Maxx Coleman          | 020.000          | 020    |
| 17    | Vereinigte Staaten | Allan Le              | 020.000          | 020    |
| 18    | Ukraine            | Kamel Mokhammad       | 015.000          | 015    |
| 19    | Schweiz            | Fernando Habegger     | 015.000          | 015    |
| 20    | Vereinigte Staaten | James Collopy         | 015.000          | 015    |
| 21    | Vereinigte Staaten | Jordan Spurlin        | 015.000          | 015    |
| 22    | Vereinigte Staaten | Nathan Zimnik         | 015.000          | 015    |
| 23    | Vereinigte Staaten | Arthur Morris         | 015.000          | 015    |
| 24    | Hongkong           | Ka Kwan Lau           | 010.000          | 010    |
| 25    | Vereinigte Staaten | Ashly Butler          | 010.000          | 010    |
| 26    | Japan              | Yasuhiro Waki         | 010.000          | 010    |
| 27    | Vereinigte Staaten | Kao Saechao           | 010.000          | 010    |
| 28    | Vereinigte Staaten | Paul Fisher           | 010.000          | 010    |
| 29    | Vereinigte Staaten | Corey Hochman         | 010.000          | 010    |

### #2 – Pot Limit Omaha Bounty
Das zweite Event wurde am 12. und 13. März 2023 in Pot Limit Omaha mit Bountys gespielt. 179 Teilnehmer zahlten den Buy-in von 5000 US-Dollar, wovon jeweils 3000 US-Dollar in den Preispool flossen und 2000 US-Dollar für jeden ausgeschalteten Spieler zurückgehalten wurden.
| Platz | Herkunft           | Spieler           | Preisgeld (in $) | Punkte |
| ----- | ------------------ | ----------------- | ---------------- | ------ |
| 1     | Kanada             | Allen Shen        | 91.290           | 91     |
| 2     | Kanada             | Daniel Negreanu   | 69.810           | 70     |
| 3     | Vereinigte Staaten | Joseph Cheong     | 53.700           | 54     |
| 4     | Vereinigte Staaten | Isaac Kempton     | 37.590           | 38     |
| 5     | Vereinigte Staaten | Kyle Nguyen       | 32.220           | 32     |
| 6     | Vereinigte Staaten | Nathan Zimnik     | 26.850           | 27     |
| 7     | Vereinigte Staaten | Jisup Hwang       | 21.480           | 21     |
| 8     | Vereinigte Staaten | John Riordan      | 21.480           | 21     |
| 9     | Kanada             | Wilson Igwe       | 16.110           | 16     |
| 10    | Brasilien          | João Simão        | 16.110           | 16     |
| 11    | Vereinigte Staaten | Dylan Weisman     | 16.110           | 16     |
| 12    | Vereinigte Staaten | Michael Noori     | 16.110           | 16     |
| 13    | Finnland           | Joni Jouhkimainen | 10.740           | 11     |
| 14    | Ungarn             | Mark Berente      | 10.740           | 11     |
| 15    | Vereinigte Staaten | Phil Galfond      | 10.740           | 11     |
| 16    | Niederlande        | Ronald Keijzer    | 10.740           | 11     |
| 17    | Israel             | Yuval Bronshtein  | 10.740           | 11     |
| 18    | Kanada             | Alex Livingston   | 08.055           | 08     |
| 19    | Vereinigte Staaten | Sean Winter       | 08.055           | 08     |
| 20    | Vereinigte Staaten | Ben Lamb          | 08.055           | 08     |
| 21    | Hongkong           | Ka Kwan Lau       | 08.055           | 08     |
| 22    | Vereinigte Staaten | Allan Le          | 08.055           | 08     |
| 23    | Argentinien        | Michael Duek      | 08.055           | 08     |
| 24    | Vereinigte Staaten | Jeff Madsen       | 05.370           | 05     |
| 25    | Vereinigte Staaten | Richard Hu        | 05.370           | 05     |
| 26    | Vereinigte Staaten | Matthew Wantman   | 05.370           | 05     |

### #3 – Pot Limit Omaha
Das dritte Event wurde am 13. und 14. März 2023 in Pot Limit Omaha gespielt. 130 Teilnehmer zahlten den Buy-in von 10.000 US-Dollar.
| Platz | Herkunft           | Spieler          | Preisgeld (in $) | Punkte |
| ----- | ------------------ | ---------------- | ---------------- | ------ |
| 1     | Argentinien        | Nacho Barbero    | 234.000          | 234    |
| 2     | Deutschland        | Jonas Kronwitter | 169.000          | 169    |
| 3     | Vereinigte Staaten | Adam Hendrix     | 130.000          | 130    |
| 4     | Finnland           | Eelis Pärssinen  | 104.000          | 104    |
| 5     | Vereinigte Staaten | Sam Soverel      | 091.000          | 091    |
| 6     | Vereinigte Staaten | Josh Arieh       | 078.000          | 078    |
| 7     | Vereinigte Staaten | Bryce Yockey     | 065.000          | 065    |
| 8     | Vereinigte Staaten | Ben Lamb         | 052.000          | 052    |
| 9     | Vereinigte Staaten | Noah Schwartz    | 052.000          | 052    |
| 10    | Hongkong           | Ka Kwan Lau      | 052.000          | 052    |
| 11    | Vereinigte Staaten | Jared Bleznick   | 039.000          | 039    |
| 12    | Argentinien        | Michael Duek     | 039.000          | 039    |
| 13    | Vereinigte Staaten | Allan Le         | 039.000          | 039    |
| 14    | Vereinigte Staaten | Sean Winter      | 026.000          | 026    |
| 15    | Vereinigte Staaten | David Williams   | 026.000          | 026    |
| 16    | Vereinigte Staaten | Dash Dudley      | 026.000          | 026    |
| 17    | Bulgarien          | Krassimir Jankow | 026.000          | 026    |
| 18    | Vereinigte Staaten | Tyler Brown      | 026.000          | 026    |
| 19    | Vereinigte Staaten | Stephanie Chung  | 026.000          | 026    |

### #4 – Pot Limit Omaha Hi-Lo
Das vierte Event wurde am 14. und 15. März 2023 in Pot Limit Omaha Hi-Lo gespielt. 80 Teilnehmer zahlten den Buy-in von 10.000 US-Dollar.
| Platz | Herkunft           | Spieler          | Preisgeld (in $) | Punkte |
| ----- | ------------------ | ---------------- | ---------------- | ------ |
| 1     | Vereinigte Staaten | Sean Troha       | 200.000          | 200    |
| 2     | Vereinigte Staaten | Michael Wang     | 136.000          | 136    |
| 3     | Vereinigte Staaten | Paul Zappulla    | 104.000          | 104    |
| 4     | Israel             | Yuval Bronshtein | 080.000          | 080    |
| 5     | Vereinigte Staaten | Nick Guagenti    | 064.000          | 064    |
| 6     | Vereinigte Staaten | Jake Schwartz    | 048.000          | 048    |
| 7     | Vereinigte Staaten | Maxx Coleman     | 040.000          | 040    |
| 8     | Vereinigte Staaten | Ben Yu           | 032.000          | 032    |
| 9     | Vereinigte Staaten | Zhen Cai         | 032.000          | 032    |
| 10    | Kanada             | Daniel Negreanu  | 024.000          | 024    |
| 11    | Vereinigte Staaten | Allan Le         | 024.000          | 024    |
| 12    | Vereinigte Staaten | Jordan Spurlin   | 016.000          | 016    |

### #5 – Pot Limit Omaha
Das fünfte Event wurde am 15. und 16. März 2023 in Pot Limit Omaha gespielt. 112 Teilnehmer zahlten den Buy-in von 10.000 US-Dollar.
| Platz | Herkunft           | Spieler           | Preisgeld (in $) | Punkte |
| ----- | ------------------ | ----------------- | ---------------- | ------ |
| 1     | Spanien            | Lautaro Guerra    | 220.400          | 235    |
| 2     | Finnland           | Joni Jouhkimainen | 194.000          | 179    |
| 3     | Vereinigte Staaten | Zhen Cai          | 123.200          | 123    |
| 4     | Vereinigte Staaten | Cliff Josephy     | 100.800          | 101    |
| 5     | Vereinigte Staaten | Josh Arieh        | 089.600          | 090    |
| 6     | Rumänien           | Bogdan Capitan    | 067.200          | 067    |
| 7     | Vereinigte Staaten | Jesse Chinni      | 056.000          | 056    |
| 8     | Vereinigte Staaten | John Riordan      | 044.800          | 045    |
| 9     | Brasilien          | Francisco Baruffi | 044.800          | 045    |
| 10    | Finnland           | Eelis Pärssinen   | 033.600          | 034    |
| 11    | Vereinigte Staaten | Jordan Spurlin    | 033.600          | 034    |
| 12    | Vereinigte Staaten | Stephanie Chung   | 022.400          | 022    |
| 13    | Argentinien        | Nacho Barbero     | 022.400          | 022    |
| 14    | Vereinigte Staaten | Tyler Brown       | 022.400          | 022    |
| 15    | Argentinien        | Michael Duek      | 022.400          | 022    |
| 16    | Vereinigte Staaten | James Collopy     | 022.400          | 022    |

### #6 – PLO/PLO8/Big O Mix
Das sechste Event wurde am 16. und 17. März 2023 in einem Mix aus Pot Limit Omaha, Pot Limit Omaha Hi-Lo und Big O gespielt. 86 Teilnehmer zahlten den Buy-in von 10.000 US-Dollar.
| Platz | Herkunft           | Spieler         | Preisgeld (in $) | Punkte |
| ----- | ------------------ | --------------- | ---------------- | ------ |
| 1     | Vereinigte Staaten | James Collopy   | 206.400          | 206    |
| 2     | Vereinigte Staaten | Tyler Brown     | 146.200          | 146    |
| 3     | Vereinigte Staaten | Dylan Weisman   | 103.200          | 103    |
| 4     | Vereinigte Staaten | Maxx Coleman    | 086.000          | 086    |
| 5     | Vereinigte Staaten | Matthew Vengrin | 068.800          | 069    |
| 6     | Vereinigte Staaten | George Wolff    | 051.600          | 052    |
| 7     | Vereinigte Staaten | Dylan Linde     | 043.000          | 043    |
| 8     | Vereinigte Staaten | Eli Elezra      | 034.400          | 034    |
| 9     | Vereinigte Staaten | Josh Arieh      | 034.400          | 034    |
| 10    | Vereinigte Staaten | Alex Foxen      | 025.800          | 026    |
| 11    | Vereinigte Staaten | Sean Troha      | 025.800          | 026    |
| 12    | Vereinigte Staaten | Jordan Spurlin  | 017.200          | 017    |
| 13    | Vereinigte Staaten | Jason Mercier   | 017.200          | 017    |

### #7 – Pot Limit Omaha Bounty
Das siebte Event wurde am 17. März 2023 in Pot Limit Omaha mit Bountys gespielt. 114 Teilnehmer zahlten den Buy-in von 15.000 US-Dollar, wovon jeweils 10.000 US-Dollar in den Preispool flossen und 5000 US-Dollar für jeden ausgeschalteten Spieler zurückgehalten wurden.
| Platz | Herkunft               | Spieler          | Preisgeld (in $) | Punkte |
| ----- | ---------------------- | ---------------- | ---------------- | ------ |
| 1     | Spanien                | Lautaro Guerra   | 228.000          | 228    |
| 2     | Vereinigte Staaten     | Isaac Kempton    | 171.000          | 171    |
| 3     | Vereinigte Staaten     | Alex Foxen       | 125.400          | 125    |
| 4     | Vereinigte Staaten     | Jesse Chinni     | 102.600          | 103    |
| 5     | Kolumbien              | Johann Ibañez    | 085.500          | 086    |
| 6     | Vereinigte Staaten     | Isaac Haxton     | 068.400          | 068    |
| 7     | Vereinigtes Konigreich | Robert Cowen     | 057.000          | 057    |
| 8     | Israel                 | Yuval Bronshtein | 045.600          | 046    |
| 9     | Vereinigte Staaten     | Michael Wang     | 045.600          | 046    |
| 10    | Deutschland            | Jonas Kronwitter | 034.200          | 034    |
| 11    | Serbien                | Damjan Radanov   | 034.200          | 034    |
| 12    | Kanada                 | Daniel Negreanu  | 034.200          | 034    |
| 13    | Vereinigte Staaten     | Dylan Weisman    | 022.800          | 023    |
| 14    | Niederlande            | Ronald Keijzer   | 022.800          | 023    |
| 15    | Vereinigte Staaten     | Ben Lamb         | 022.800          | 023    |
| 16    | Rumänien               | Bogdan Capitan   | 022.800          | 023    |
| 17    | Vereinigte Staaten     | Sean Winter      | 017.100          | 017    |

### #8 – Pot Limit Omaha Championship
Das Main Event wurde am 18. und 19. März 2023 in Pot Limit Omaha gespielt. 83 Teilnehmer zahlten den Buy-in von 25.000 US-Dollar.
| Platz | Herkunft           | Spieler          | Preisgeld (in $) | Punkte |
| ----- | ------------------ | ---------------- | ---------------- | ------ |
| 1     | Spanien            | Lautaro Guerra   | 518.750          | 311    |
| 2     | Vereinigte Staaten | Ren Lin          | 352.750          | 212    |
| 3     | Bulgarien          | Krassimir Jankow | 269.750          | 162    |
| 4     | Vereinigte Staaten | Chris Lee        | 207.500          | 125    |
| 5     | Vereinigte Staaten | James Collopy    | 166.000          | 100    |
| 6     | Argentinien        | Nacho Barbero    | 124.500          | 075    |
| 7     | Vereinigte Staaten | Josh Arieh       | 103.750          | 062    |
| 8     | Kolumbien          | Johann Ibañez    | 083.000          | 050    |
| 9     | Vereinigte Staaten | Maxx Coleman     | 083.000          | 050    |
| 10    | Vereinigte Staaten | Jeremy Ausmus    | 062.250          | 037    |
| 11    | Brasilien          | João Simão       | 062.250          | 037    |
| 12    | Vereinigte Staaten | George Wolff     | 041.500          | 025    |

### #9 – Five Card Pot Limit Omaha
Das neunte Event wurde am 19. März 2023 in Five Card Pot Limit Omaha gespielt. 95 Teilnehmer zahlten den Buy-in von 2000 US-Dollar.
| Platz | Herkunft           | Spieler         | Preisgeld (in $) |
| ----- | ------------------ | --------------- | ---------------- |
| 1     | Niederlande        | Ronald Keijzer  | 43.700           |
| 2     | Vereinigte Staaten | Tommy Le        | 30.400           |
| 3     | Vereinigte Staaten | Christoph Csik  | 22.800           |
| 4     | Vereinigte Staaten | Quan Tran       | 19.000           |
| 5     | Vereinigte Staaten | Nick Guagenti   | 15.200           |
| 6     | Vereinigte Staaten | Allan Le        | 11.400           |
| 7     | Vereinigte Staaten | Jordan Spurlin  | 09.500           |
| 8     | Japan              | Yasuhiro Waki   | 07.600           |
| 9     | Vereinigte Staaten | Jeff Madsen     | 07.600           |
| 10    | Vereinigte Staaten | Jesse Chinni    | 05.700           |
| 11    | Vereinigte Staaten | Isaac Kempton   | 05.700           |
| 12    | Vereinigte Staaten | Sean Troha      | 03.800           |
| 13    | Vereinigte Staaten | Jason Aden      | 03.800           |
| 14    | Vereinigte Staaten | Stephanie Chung | 03.800           |

## Trophäe

### Punktesystem
Jeder Spieler, der bei einem der ersten acht Turniere in den Preisrängen landete, sammelte zusätzlich zum Preisgeld Punkte. Das Punktesystem orientiert sich während der gesamten PokerGO Tour am Buy-in und dem gewonnenen Preisgeld. Es wird zu ganzen Punkten gerundet.

### Endstand
Spieler mussten bei mindestens zwei der ersten acht Turniere die bezahlten Plätze erreichen, um einen Anspruch auf die Prämie für den besten Spieler zu haben.
| Platz | Herkunft           | Spieler          | Punkte | Preisgeld (in $) | Cashes | Siege |
| ----- | ------------------ | ---------------- | ------ | ---------------- | ------ | ----- |
| 1     | Spanien            | Lautaro Guerra   | 774    | 967.150          | 3      | 3     |
| 2     | Vereinigte Staaten | James Collopy    | 343    | 409.800          | 4      | 1     |
| 3     | Argentinien        | Nacho Barbero    | 331    | 380.900          | 3      | 1     |
| 4     | Vereinigte Staaten | Sean Troha       | 266    | 269.600          | 4      | 1     |
| 5     | Vereinigte Staaten | Josh Arieh       | 264    | 305.750          | 4      | 0     |
| 6     | Vereinigte Staaten | Ren Lin          | 242    | 382.750          | 2      | 0     |
| 7     | Vereinigte Staaten | Isaac Kempton    | 209    | 214.290          | 3      | 0     |
| 8     | Finnland           | Eelis Pärssinen  | 208    | 207.600          | 3      | 0     |
| 9     | Deutschland        | Jonas Kronwitter | 203    | 203.200          | 2      | 0     |
| 10    | Vereinigte Staaten | Maxx Coleman     | 196    | 229.000          | 4      | 0     |